# Servicio Nacional de Pesca Marina

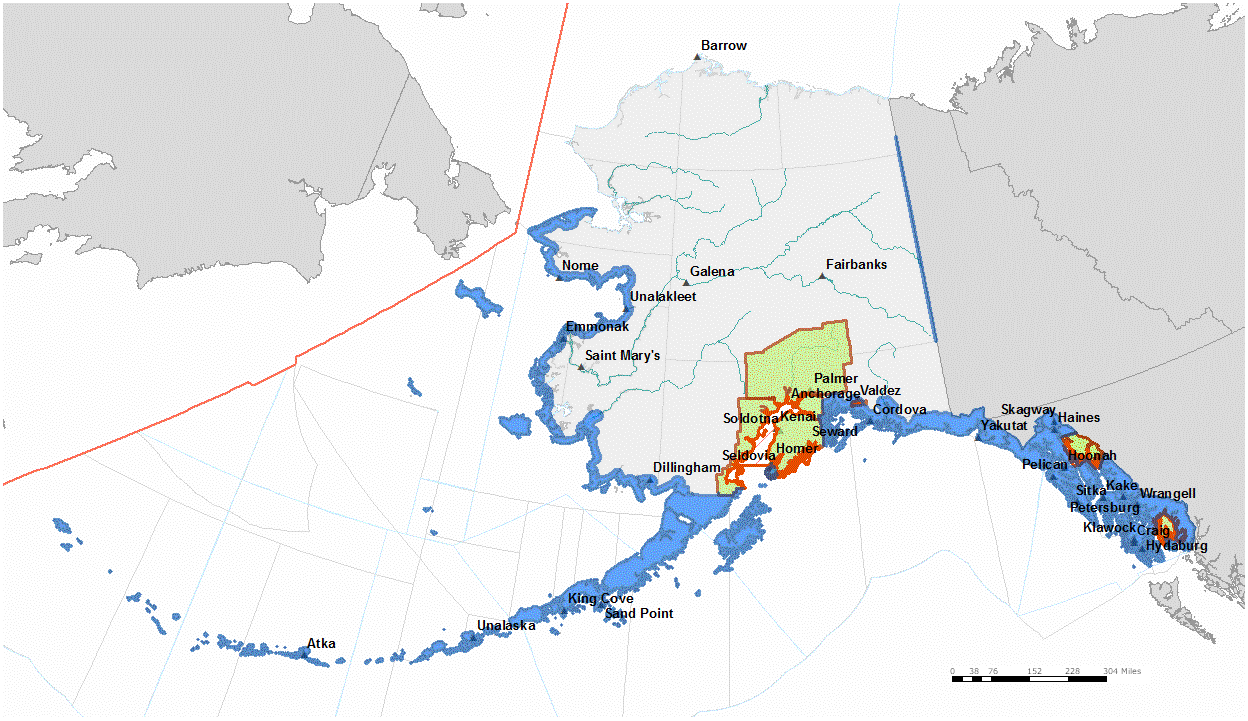
Mapa que muestra las regiones de subsistencia, no subsistencia y no rurales de Alaska con respecto a la pesca del Halibut. Las áreas azules son áreas de subsistencia, las áreas verdes delineadas en marrón son no rurales y las áreas delineadas en rojo no son de subsistencia.

El Servicio Nacional de Pesca Marina ( en inglés National Marine Fisheries Service NMFS) es una agencia federal de los Estados Unidos. Es una de las divisiones de la Administración Nacional Oceánica y Atmosférica (National Oceanic and Atmospheric Administration NOAA) y del Departamento de Comercio, la NMFS es responsable de la administración y manejo de los recursos marinos y su hábitat dentro de la zona económica exclusiva de los Estados Unidos, la cual se extiende 370 km (200 millas náuticas) mar adentro de la línea costera. 
El NMFS evalúa y predice el estado de las poblaciones de peces, garantiza el cumplimiento de las regulaciones de pesca y trabaja para evitar prácticas de pesca inadecuadas. En el marco de la Ley para la Protección de Mamíferos Marinos y la Ley de Especies Amenazadas, la agencia también se encarga de la recuperación de especies marinas protegidas como el salmón, ballenas y tortugas marinas.
Con la ayuda de los seis centros científicos regionales, ocho consejos regionales de gestión de pesca, los estados y territorios costeros y tres comisiones interestatales de gestión de la pesca, el NMFS conserva y maneja la industria pesquera para promover la sostenibilidad y para prevenir la pérdida económica potencial asociada con la sobrepesca, la disminución de las poblaciones y la degradación del su hábitat. Mientras que los estados y territorios costeros en general, tienen autoridad para manejar la pesca en las aguas costeras del estado, la NMFS tiene la responsabilidad de conservar y manejar la pesca marina en la zona económica exclusiva aguas adentro de las aguas costeras del estado. 